# برژانی ای
برژانی ای (به چکی: Břežany I) یک منطقهٔ مسکونی در جمهوری چک است که در ناحیه کولین واقع شده‌است.